# Тевченков, Александр Николаевич
Александр Николаевич Тевченков (1902—1975) — генерал-лейтенант (20.04.1944) Советской армии, участник Гражданской войны, Польского похода, Великой Отечественной и советско-японской войн.

## Биография
Родился в деревне Подлесное в крестьянской семье, русский. Воспитывался с двух-трёхлетнего возраста в семье дяди или тёти как родной сын. Двоюродная сестра – Катичева (в замужестве) Пелагея Павловна (... – 05.05.1983). Двоюродный брат - Александр Павлович.В 1919–1922 годах проходил службу в Рабоче-Крестьянской Красной армии, участвовал в боях Гражданской войны на Восточном фронте. Член РКП(б) с 1920. В 1922 году был демобилизован, но два года спустя вновь призван на службу в армию. В 1926 году окончил военно-политическую школу, после чего служил на армейских партийно-политических должностях.
В 1933 году окончил Военно-политическую академию имени В. И. Ленина. С сентября 1936 года служил в должности сначала начальника политотдела, затем военного комиссара дивизии. В дальнейшем был военным комиссаром 37-го стрелкового полка, участвовал в Польском походе. В октябре 1939 года возглавил политуправление Одесского военного округа, затем занимал должность начальника Управления политической пропаганды того же округа.
В годы Великой Отечественной войны занимал ряд партийно-политические должностей в действующей армии: был начальником политотделов 9-й (22.06–06.11.1941), 60-й (14.11–25.12.1941), 3-й ударной (25.12.1941–11.11.1942) армий, членом Военного совета 4-й ударной армии (11.11.1942–19.04.1943). С 9 июля 1943 по 1 марта 1945 года руководил политуправлением Степного (впоследствии преобразованного во 2-й Украинский) фронта. Под его руководством осуществлялась вся партийно-политическая работа в подразделениях армий и фронта во время Курской битвы, освобождения Украинской и Молдавской ССР, Румынии, Венгрии, Австрии. Позднее был членом Военного совета 2-го Украинского (01.03–10.06.1945) и Забайкальского (10.06–01.10.1945) фронтов, в последней должности участвовал в советско-японской войне.
После окончания войны продолжил службу в Советской Армии: в 1945–1947 годы был членом Военного Совета Забайкальско-Амурского военного округа, с 1947 года — заместитель Главнокомандующего войск Дальнего Востока по политической части. В 1951–1956 годах занимал должность заместителя по политчасти начальника Главного военно-строительного управления Военного министерства СССР, в 1956–1966 годах — начальника факультета Военно-политической академии имени В. И. Ленина. Вышел в отставку 22 июня 1966 года в звании генерал-лейтенанта.
Проживал в Москве. Умер 2 июля 1975 года, похоронен на Введенском кладбище (29 уч.).

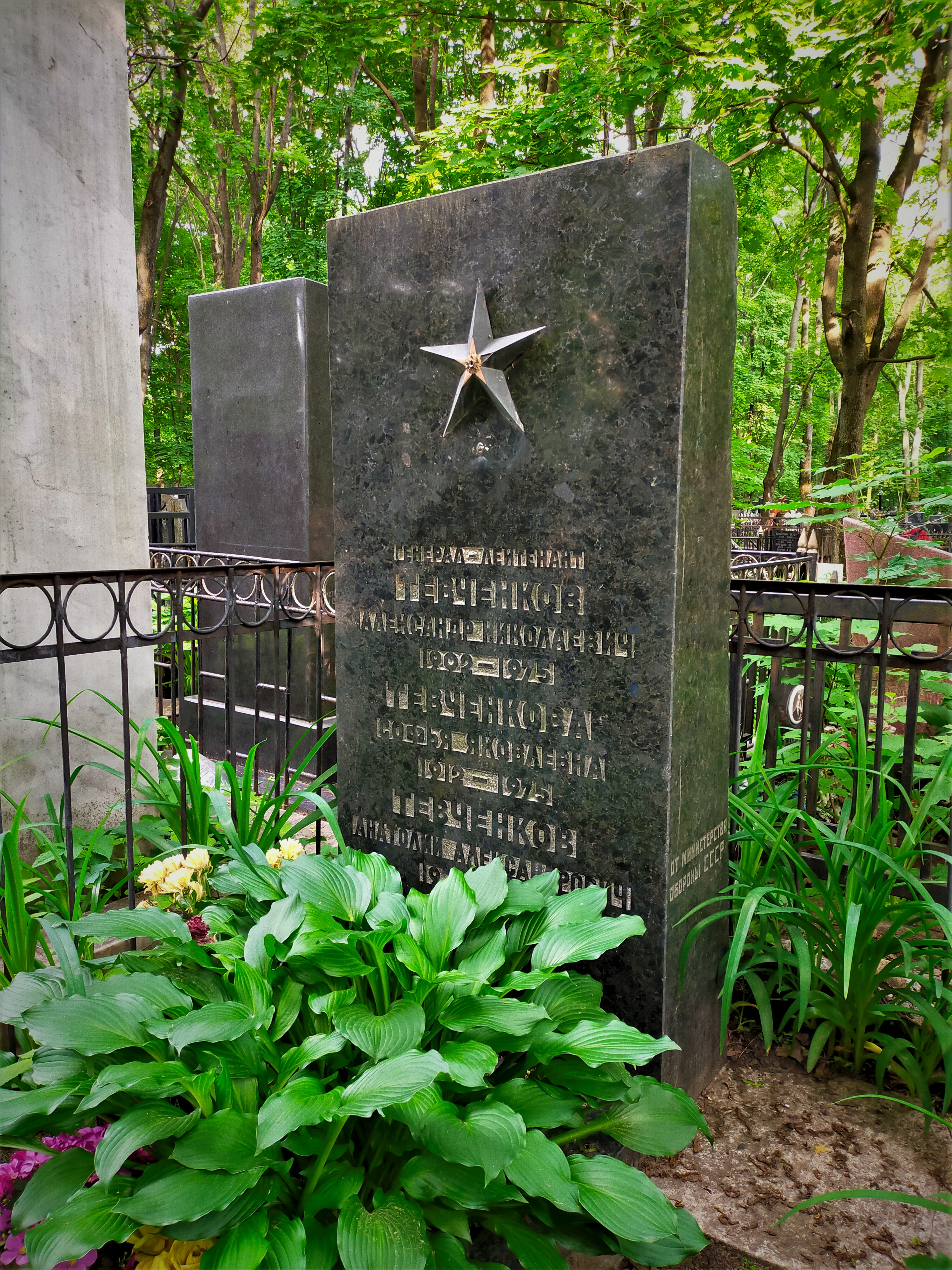
Могила
А. Н. Тевченкова на Введенском кладбище

## Военные звания
- 03.11.1939 – бригадный комиссар
- 25.05.1940 – дивизионный комиссар
- 06.12.1942 – генерал-майор
- 20.04.1944 – генерал-лейтенант

## Награды
- Три ордена Ленина;
- Два ордена Красного Знамени;
- Два ордена Кутузова 1 степени;
- Орден Суворова 2 степени;
- Орден Отечественной войны 1 степени;
- Медали[2].